# Lazër Shantoja
Lazër Shantoja (Shkodër, Imperio otomano, 7 de julio de 1891-Tirana, Albania, 5 de marzo de 1945) fue sacerdote albanés, beato, publicista, escritor satírico y de poesía, traductor de Goethe, Schiller y Leopardi, así como el primer esperantista de su país. Fue uno de los primeros sacerdotes católicos, arrestado por el gobierno comunista,  y el primer sacerdote albanés fusilado. Fue aceptado por la Iglesia católica como mártir y beato en 2016, parte de los mártires de Albania. La Iglesia católica conmemora su festividad el 5 de marzo.  

## Vida

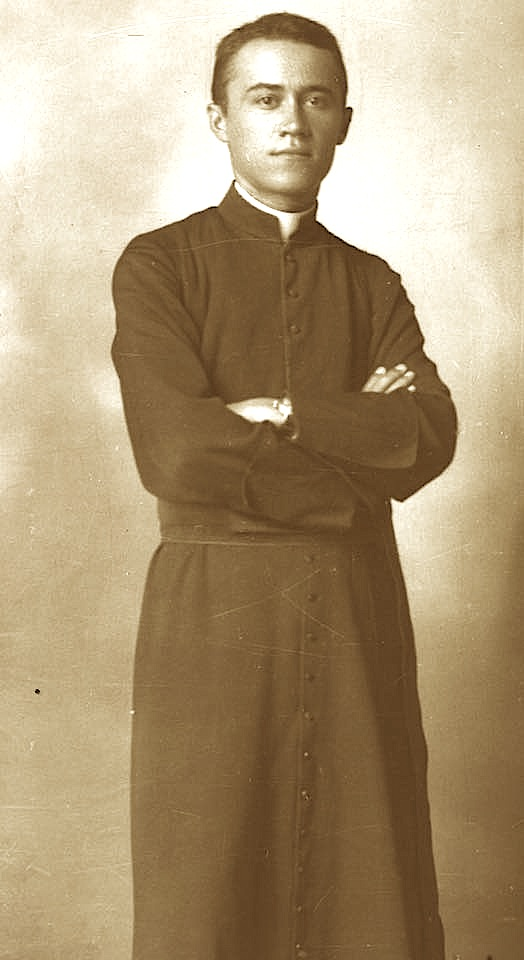
Seminarista Lazer Shantoja

Hijo de Kel Shantoja y Luçe Blinishti, de una familia originaria de Vjerdha e Vjetër, un asentamiento cercano a Rragam, en el condado de Shkodër. Shantoja realizó estudios primarios y secundarios en el Seminario Pontificio de Albania en Shkodër, y luego, entre 1912 y 1914, estuvo en Innsbruck, Austria, para realizar estudios teológicos a nivel universitario. Sus profesores austriacos escribieron en su certificado de graduación que era un seminarista "muy talentoso". En 1914 Shantoja visitó Viena por primera vez.  
El 29 de mayo de 1915 fue ordenado sacerdote. Comenzó a escribir poesía en albanés, italiano, alemán y esperanto, y también empezó a traducir al albanés. En 1917, Shantoja comenzó a servir como párroco en los pueblos de Pulaj, Beltojë, Velipojë, Rrjoll y Sheldî. Ahí abrió la primera escuela del pueblo con el idioma albanés como idioma de instrucción. En 1922 se convirtió en secretario del arzobispo de Shkodër, mons. Lazer Mjeda. El 17 de abril de 1923, tuvo la oportunidad de reunirse en Viena, con el Canciller de Austria, Ignaz Seipel. 
Cuando el padre Anton Harapi, que más tarde se convertiría en miembro del Alto Consejo de Regencia del Reino de Albania (1943-1944), comenzó a publicar el periódico católico “Ora e Maleve” (“El destino de las tierras altas”), Shantoja y Luigj Gurakuqi fueron sus primeros colaboradores, en la redacción de artículos para la revista. El padre Harapi escribiría más tarde que el padre Shantoja fue el único que ayudó en la redacción de la revista. En mayo de 1924, Shantoja renunció a escribir y editar para "Ora e Maleve". 
Apoyó a la "Sociedad para la Unidad de la Lengua Albanesa" y, durante el entierro del patriota Avni Rustemi, asesinado por un individuo pro-monarquía, Shantoja fue una de las personas que pronunció un discurso. Fue uno de los inspiradores y organizadores de la Revolución de Junio, una insurgencia respaldada por campesinos. Como resultado de su participación en la revolución, después de que Zog I de Albania regresara al poder en diciembre de 1924, Shantoja fue arrestado el mes siguiente, en enero de 1925. Después de varios meses en prisión, fue indultado y abandonó Albania hacia el Reino de Yugoslavia. El 2 de octubre de 1925, mientras residía en Belgrado, escribió un artículo en la revista “Liria Kombëtare” sobre otro repentino asesinato, el de Luigj Gurakuqi. El 1 de septiembre de 1926, en Cetiña, Shantoja pronunció un discurso en el entierro del capitán Mark Raka, muerto en circunstancias misteriosas en un accidente de tráfico. En 1928 dejó el Reino de Yugoslavia para ir a Viena, donde comenzó a publicar el periódico “Ora e Shqipnisë” (“El destino de Albania”), que era financiado por Hasan Prishtina, un político antigobierno de Zog. Posteriormente, Shantoja fue a Suiza y comenzó a trabajar como párroco en Bienne, y luego en La Motte, en el cantón de Vaud, donde permaneció hasta 1939 y aprovechó la oportunidad para mejorar sus conocimientos del idioma francés. 
Inmediatamente después de la invasión italiana de Albania, Shantoja regresó a Albania y celebró una misa en la Catedral de San Esteban, Shkodër. El 28 de septiembre de 1939 pronunció un discurso con motivo de la nueva bandera fascista de Albania y, ese mismo año, se trasladó a Tirana, junto con su madre. El 12 de marzo de 1940, Shantoja estuvo en Nápoles y luego en Egipto, donde se reunió con la comunidad albanesa. Ahí pronunció allí varios discursos, que impulsaron la creación de las primeras células fascistas albanesas en El Cairo y en Alejandría. El 8 de noviembre de 1940, la revista "Tomorri" publicó un artículo sobre una reunión celebrada en Shkodër, donde Shantoja pronunció un encendido discurso. 
En 1941, junto con Ernest Koliqi, Mustafá Merlika-Kruja, Giuseppe Valentini, Karl Gurakuqi, Xhevat Kortsha, y otros, fue uno de los cofundadores del “Instituto de Ciencias de Albania”, predecesor de lo que más tarde se conocería como “Academia de Ciencias de Albania”. Shantoja apoyó al gobierno de Mustafá Kruja, en cuyos pensamientos veía una continuación de la mentalidad política de Gurakuqi. En 1943 participó en el entierro de Ndok Gjeloshi en Tirana, quien fue asesinado por los comunistas. Después de la capitulación de Italia en la Segunda Guerra Mundial en septiembre de 1943, Shantoja se retiró de la política.

## Persecución y últimos días
Para entonces Shantoja empezó a ser perseguido por del régimen comunista, por lo que se escondió en las montañas Sheldi, pero en la segunda quincena de diciembre de 1944 fue encontrado allí por agentes comunistas y arrestado.
Acusado de criminal de guerra el 29 de enero de 1945 por el fiscal Jonuz Mersini, se Lazer, se proclamó inocente. Durante el tiempo en prisión, fue torturado rompiéndole los huesos de ambos brazos y piernas, y solo podía caminar sobre sus codos y rodillas. El arzobispo Zef Simoni, en sus memorias, escribió que, además de romperle los huesos, las torturas incluían despellejarle las piernas con barras de hierro candentes, ponerle sal en la carne desnuda, no darle medicamento, ni ser atendido médicamente. Así lo mostraron a su madre, la cual enloquecida y desesperada declaró: "Les doy yo la bala para matarlo, pero no lo dejéis más en estas terribles condiciones", rogándole a los guardias de la prisión que simplemente lo mataran para que terminara su sufrimiento.
El 31 de enero de 1945, Shantoja fue condenado a muerte por un tribunal militar, encabezado por Esat Ndreu, integrado por los miembros Mustafa Iljazi y Hysni Lame, mientras que el fiscal del gobierno era Vaskë Koleci. El 2 de febrero de 1945, el comité central de investigación de criminales de guerra, encabezado por Jusuf Alibali, recomendó que el tribunal militar de Shkodër suspendiera la decisión. El 9 de febrero de 1945, el tribunal militar más alto de Tirana anuló la decisión. Enver Hoxha, el dictador de Albania, estuvo personalmente involucrado en la ejecución de Shantoja. La ejecución por pelotón de fusilamiento tuvo lugar el 5 de marzo de 1945, en las afueras de Tirana. Junto con Shantoja, también fue fusilado Jak Bushati (Sulçe beg). Después de la ejecución, el padre Viktor Volaj fue la última persona en ver el cuerpo de Shantoja. 

## Obras
Las obras de Shantoja se extienden principalmente sobre artículos científicos, satíricos y culturales. También escribió poesía y tradujo a muchos poetas no albaneses. El trabajo completo de Shantoja se publicó bajo el cuidado de Arben Marku en 2005. Koliqi consideraba a Shantoja un excelente proseista, similar en estilo y elegancia a Faik Konica. 
Shantoja es considerado el primer esperantista albanés, según Cuk Simoni, traductor de Pinocho al albanés y conocido esperantista. En 1914 publicó en esperanto en la revista “Esperanto NR”, el artículo "La lengua albanesa".
Shantoja publicó en 1919 los cuentos populares "Për natë kazanash" ("Para una noche de contenedores"). En 1922 publicó el estudio "Grueja" (“La Mujer”), y, en 1927, el monólogo "Peshku në det e tava në zjarm", (“El pez en el agua y la sartén en la estufa), también interpretado por la asociación artística "Bogdani".
Shantoja colaboró en diversas publicaciones periódicas como “Lajmtari i zemrës s'Jezu Krishtit” (“Mensajero del Sagrado Corazón de Jesucristo”) y “Kalendari i Veprës Pijore” (“Calendario de la Obra Piadosa”). Más tarde, se convirtió en uno de los colaboradores más fervientes, así como en el editor principal de “Ora e Maleve” (“Las Montañas de Ora”). Mientras emigraba, colaboró con “Liria kombëtare” (“La libertad de la nación”), que se publicó en Ginebra, y, en 1928, con la ayuda de Hasan Prishtina publicó su periódico “Ora e Shqypnìs” (“La Ora de Albania”), como continuación de Ora e Maleve. También colaboró con otras publicaciones periódicas, como “Illyria”, “Cirka”, “LEKA”, “Kumbona e së diellës” (“La campana del domingo”) y “Shkëndija” (La flama”).
El 22 de diciembre de 1915 publicó el poema "Çinarët", así como "Prifti i malsisë" (“El sacerdote de las montañas”), "Kanga e Paqes” (“El canto de la paz”) y "Hasan Riza Pasha." En 1927 creó el breve poema dramático "Kuvendi i dëshmorve" (“La reunión de los mártires”) y, en 1934, publicó un ciclo de poesía "Për një puthje të vetme" (“Por un solo beso”).

## Traducciones literarias
En 1915, cuando Shantoja era estudiante de seminario, tradujo el poema "Shtegtimi n'Kevlar" de Heinrich Heine (en alemán: Die Wallfahrt nach Kevlaar) y, tras convertirse en sacerdote, continuó con la traducción de "I burgosuni dhe flutura" de Jankowski”. (“El prisionero y la mariposa”); "Vigani egoist" (“El gigante egoísta”) de Oscar Wilde; "Kânga e kumbonës" (“La canción de la campana”) de Schiller, "Fija prej së naltit" de Johanness Jørgensen (“El hilo de Arriba”), "Kishëza në mal" de Leidh (“La pequeña iglesia en la montaña”), "T'biin n'mênd" de De Musset (“¿Te acuerdas”), "Kaq shpejt dimen!" (“¡Tan pronto, invierno!” ) de Weber, "Kumonët e mrames" (“Las campanas del atardecer“), y "I harruem" de Immermann” (“Olvidado”).